# 榊原胖夫
榊原 胖夫（さかきばら やすお、1929年1月23日-2013年7月24日）は、日本の経済学者。同志社大学名誉教授。

## 略歴
名古屋市生まれ。1952年同志社大学経済学部卒、54年同大学院経済学研究科修士課程修了、同志社大学経済学部助手。1954年アマースト大学大学院、1956年ハーバード大学大学院に学ぶ。
1957年帰国、1958年同志社大学経済学部専任講師、1960年助教授、1966年教授。1993年定年、名誉教授、帝京平成大学情報学部教授。大阪商業大学商経学部教授。関西外国語大学教授。1988-90年日本アメリカ学会会長、のち名誉会員。交通経済学。

## 著書
- 『経済成長と交通政策』法律文化社 1961
- 『交通の経済理論』大明堂 1967
- 『時間と人間の経済活動』同志社大学出版部 1983
- 『航空輸送の経済』晃洋書房 1999
- 『アメリカ研究 社会科学的アプローチ』萌書房 2001
- 『アーモストからの手紙』御茶の水書房 2002
- 『私が出会ったアメリカ人たち』萌書房 2012

### 共編著
- 『総合研究アメリカ 5 経済生活』編 研究社出版 1976
- 『嵐のなかの世界経済』安場保吉共編 有斐閣選書 1981
- 『アメリカ経済をみる眼』篠原総一、馬場浩也共著 有斐閣新書 1982
- 『インターモーダリズム』石田信博,加藤一誠,Nelson C. Ho,太田和博共著 勁草書房 日本交通政策研究会研究双書 1999
- 『航空の経済学』村上英樹,加藤一誠,高橋望共編著 ミネルヴァ書房 2006
- 『アメリカ経済の歩み』加藤一誠共著 文眞堂 2011

### 翻訳
- L.マークス『楽園と機械文明 テクノロジーと田園の理想』明石紀雄共訳 研究社出版 1972
- D.A.シャノン『アメリカ:二つの大戦のはざまに』今津晃共訳 南雲堂 新アメリカ史叢書 1976

記念論文集
- 『アメリカ・交通・経済史 榊原胖夫先生古稀記念論文集』村山裕三編著 溪水社 1999

## 論文
- <榊原胖夫